# Macrogyrus latior
Macrogyrus latior là một loài bọ cánh cứng trong họ van Gyrinidae. Loài này được Tillyard miêu tả khoa học năm 1926.